# Vedat Dalokay
Vedat Dalokay (* 10. November 1927 in Elazığ; † 21. März 1991 in Kırıkkale) war ein türkischer Politiker und Architekt. Er war von 1973 bis 1977 Bürgermeister der türkischen Hauptstadt Ankara und Mitglied der Republikanischen Volkspartei (CHP).

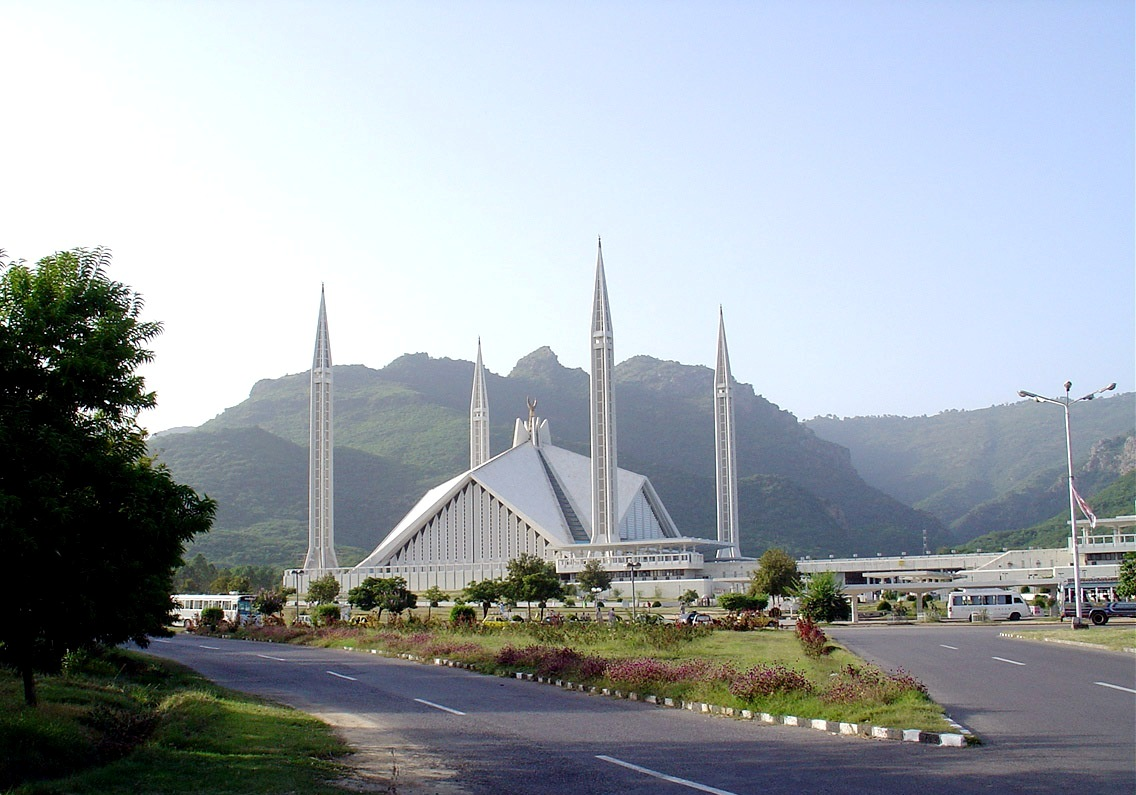
Die Faisal-Moschee in Islamabad

Dalokays bekannteste Bauwerke sind islamische sakrale Bauten, wie die in den 1970er Jahren entworfene und 1984 eröffnete Faisal-Moschee in Islamabad, die als eine der modernsten und größten Moscheen der Welt gilt, sowie der später verworfene erste Plan für die Kocatepe-Moschee, die größte Moschee Ankaras.
Seine von der eigenen Kindheit geprägte Erzählung Schwester Schako und Kolo, die Ziege: eine Kindheit in der Türkei wurde 1998 ins Deutsche übersetzt und von der Kritik positiv aufgenommen.
Er wurde auf dem Städtischen Friedhof Cebeci in Ankara beigesetzt.

## Werke
„Kolo“, Istanbul 1998, ISBN 975-310-103-1, deutsch: „Schwester Schako und Kolo, die Ziege: eine Kindheit in der Türkei“, Weinheim 1998, ISBN 3-407-79757-5.